# Fabricio Fuentes
Fabricio Fuentes (Río Cuarto, 13 oktober 1976) is een Argentijns voetballer, die tot eind 2009 voor de Spaanse club Villarreal speelde en op dit moment uitkomt voor Defensa y Justicia.

## Clubs
Fuentes begon zijn carrière in eigen land, bij Newell's Old Boys. Tussendoor speelde hij een jaar voor Quilmes in de tweede divisie en daarna keerde hij terug bij Newell's, in 1998. Vervolgens vertrok hij naar Véleze Sársfield, waar hij vier jaar speelde. Tussendoor werd hij uitgeleend aan Guingamp in Frankrijk. In 2005 won hij met Vélez de Clausura, de sluitingsronde van de Argentijns competitie.
Vervolgens werd Fuentes gecontracteerd door Atlas Guadalajara in Mexico. Na één seizoen vertrok hij alweer en kwam hij in Spanje terecht bij Villarreal. Tijdens zijn eerste twee seizoenen in Spanje speelde hij veel, maar daarna kreeg hij last van blessures. De speler begon te klagen dat hij niet genoeg speelde en wilde transfervrij vertrekken. Dit werd eerst afgewezen door Villarreal, maar uiteindelijk werd alsnog overeenstemming bereikt en zijn contract werd begin januari 2010 ontbonden. Hierop vertrok Fuentes terug naar Mexico en tekende bij z'n ex-club Atlas Guadalajara.

## Land
In 2005 speelde Fuentes zijn eerste en tot nu toe enige interland voor Argentinië, tegen Mexico.